# Boucles de la Mayenne 2016
La 42e édition des Boucles de la Mayenne a lieu du 2 au 5 juin 2016. La course fait partie du calendrier UCI Europe Tour 2016 en catégorie 2.1.

## Présentation

### Parcours
Comme de coutume, la course commence par un prologue de 4,5 kilomètres dans les rues de Laval. Les deux étapes suivantes sont tracées sur un parcours en majorité plat. La dernière étape se termine sur un circuit local urbain très tortueux favorisant les attaquants.

### Équipes
Classés en catégorie 2.1 de l'UCI Europe Tour, les Boucles de la Mayenne sont par conséquent ouverts aux WorldTeams dans la limite de 50 % des équipes participantes, aux équipes continentales professionnelles, aux équipes continentales et aux équipes nationales.
Vingt-et-unes équipes participent à ces Boucles de la Mayenne - une WorldTeam, dix équipes continentales professionnelles et dix équipes continentales :
| UCI WorldTeam   | UCI WorldTeam | UCI WorldTeam |
| Nom de l'équipe | Pays          | Code          |
| --------------- | ------------- | ------------- |
| FDJ             | France        | FDJ           |

| Équipes continentales professionnelles | Équipes continentales professionnelles | Équipes continentales professionnelles |
| Nom de l'équipe                        | Pays                                   | Code                                   |
| -------------------------------------- | -------------------------------------- | -------------------------------------- |
| Androni Giocattoli-Sidermec            | Italie                                 | AND                                    |
| Caja Rural-Seguros RGA                 | Espagne                                | CJR                                    |
| Cofidis                                | France                                 | COF                                    |
| Delko-Marseille Provence-KTM           | France                                 | DMP                                    |
| Direct Énergie                         | France                                 | DEN                                    |
| Drapac                                 | Australie                              | DPC                                    |
| Fortuneo-Vital Concept                 | France                                 | FVC                                    |
| Gazprom-RusVelo                        | Russie                                 | GAZ                                    |
| Roth                                   | Suisse                                 | ROT                                    |
| Topsport Vlaanderen-Baloise            | Belgique                               | TSV                                    |

| Équipes continentales                 | Équipes continentales | Équipes continentales |
| Nom de l'équipe                       | Pays                  | Code                  |
| ------------------------------------- | --------------------- | --------------------- |
| An Post-ChainReaction                 | Irlande               | SKT                   |
| Armée de Terre                        | France                | ADT                   |
| HP BTP-Auber 93                       | France                | AUB                   |
| BKCP-Corendon                         | Belgique              | BOC                   |
| Euskadi Basque Country-Murias         | Espagne               | EUS                   |
| Kuota-Lotto                           | Allemagne             | TKG                   |
| Rabobank Development                  | Pays-Bas              | RDT                   |
| Roubaix Métropole européenne de Lille | France                | RML                   |
| Trefor                                | Danemark              | TTF                   |
| Vorarlberg                            | Autriche              | VOL                   |

### Favoris
Le favori de la course est le sprinteur Bryan Coquard (Direct Énergie), récent vainqueur des Quatre Jours de Dunkerque. Il est présent sur la course avec deux autres coureurs rapides Adrien Petit et Thomas Boudat. Les autres principaux sprinteurs présents sont : Lorrenzo Manzin et Marc Sarreau de la FDJ, Daniel McLay (Fortuneo Vital Concept) victorieux à deux reprises cette année, Andrea Pasqualon (Roth), Benoit Sinner (Armée de terre), Rudy Barbier (Lille Roubaix Métropole) et Romain Feillu (HP BTP Auber 93).

## Étapes
| Étape     | Date   | Villes étapes              | type                        | Distance (km) | Vainqueur d'étape | Leader du classement général |
| --------- | ------ | -------------------------- | --------------------------- | ------------- | ----------------- | ---------------------------- |
| Prologue  | 2 juin | Laval – Laval              | contre-la-montre individuel | 4,5           | Bryan Coquard     | Bryan Coquard                |
| 1re étape | 3 juin | Saint-Berthevin – Craon    | étape de plaine             | 190           | Francesco Chicchi | Bryan Coquard                |
| 2e étape  | 4 juin | Laval – Villaines-la-Juhel | étape de plaine             | 182           | Bryan Coquard     | Bryan Coquard                |
| 3e étape  | 5 juin | Juvigné – Laval            | étape de plaine             | 180           | Thomas Scully     | Bryan Coquard                |

## Déroulement de la course

### Prologue
| Classement de l'étape | Classement de l'étape | Classement de l'étape | Classement de l'étape | Classement de l'étape |
|                       | Coureur               | Pays                  | Équipe                | Temps                 |
| --------------------- | --------------------- | --------------------- | --------------------- | --------------------- |
| 1er                   | Bryan Coquard         | France                | Direct Énergie        | en 5 min 45 s         |
| 2e                    | Johan Le Bon          | France                | FDJ                   | + 5 s                 |
| 3e                    | Thomas Boudat         | France                | Direct Énergie        | + 10 s                |
| 4e                    | Thomas Scully         | Nouvelle-Zélande      | Drapac                | + 10 s                |
| 5e                    | Adrien Petit          | France                | Direct Énergie        | + 10 s                |
| modifier              |                       |                       |                       |                       |

| Classement général | Classement général | Classement général | Classement général | Classement général |
|                    | Coureur            | Pays               | Équipe             | Temps              |
| ------------------ | ------------------ | ------------------ | ------------------ | ------------------ |
| 1er                | Bryan Coquard      | France             | Direct Énergie     | en 5 min 45 s      |
| 2e                 | Johan Le Bon       | France             | FDJ                | + 5 s              |
| 3e                 | Thomas Boudat      | France             | Direct Énergie     | + 10 s             |
| 4e                 | Thomas Scully      | Nouvelle-Zélande   | Drapac             | + 10 s             |
| 5e                 | Adrien Petit       | France             | Direct Énergie     | + 10 s             |
| modifier           |                    |                    |                    |                    |

### 1reétape
| Classement de l'étape | Classement de l'étape | Classement de l'étape | Classement de l'étape        | Classement de l'étape |
|                       | Coureur               | Pays                  | Équipe                       | Temps                 |
| --------------------- | --------------------- | --------------------- | ---------------------------- | --------------------- |
| 1er                   | Francesco Chicchi     | Italie                | Androni Giocattoli-Sidermec  | en 4 h 32 min 13 s    |
| 2e                    | Thomas Boudat         | France                | Direct Énergie               | m.t                   |
| 3e                    | Julien Duval          | France                | Armée de Terre               | m.t                   |
| 4e                    | Leonardo Duque        | Colombie              | Delko-Marseille Provence-KTM | m.t                   |
| 5e                    | Bryan Coquard         | France                | Direct Énergie               | m.t                   |
| modifier              |                       |                       |                              |                       |

| Classement général | Classement général | Classement général | Classement général   | Classement général |
|                    | Coureur            | Pays               | Équipe               | Temps              |
| ------------------ | ------------------ | ------------------ | -------------------- | ------------------ |
| 1er                | Bryan Coquard      | France             | Direct Énergie       | en 4 h 37 min 58 s |
| 2e                 | Thomas Boudat      | France             | Direct Énergie       | + 4 s              |
| 3e                 | Johan Le Bon       | France             | FDJ                  | + 5 s              |
| 4e                 | Adrien Petit       | France             | Direct Énergie       | + 10 s             |
| 5e                 | Cees Bol           | Pays-Bas           | Rabobank Development | + 11 s             |
| modifier           |                    |                    |                      |                    |

### 2eétape
| Classement de l'étape | Classement de l'étape | Classement de l'étape | Classement de l'étape                 | Classement de l'étape |
|                       | Coureur               | Pays                  | Équipe                                | Temps                 |
| --------------------- | --------------------- | --------------------- | ------------------------------------- | --------------------- |
| 1er                   | Bryan Coquard         | France                | Direct Énergie                        | en 4 h 16 min 52 s    |
| 2e                    | Maxime Vantomme       | Belgique              | Roubaix Métropole européenne de Lille | m.t                   |
| 3e                    | Davide Vigano         | Italie                | Androni Giocattoli-Sidermec           | m.t                   |
| 4e                    | Daniel McLay          | Royaume-Uni           | Fortuneo-Vital Concept                | m.t                   |
| 5e                    | Lorrenzo Manzin       | France                | FDJ                                   | m.t                   |
| modifier              |                       |                       |                                       |                       |

| Classement général | Classement général | Classement général | Classement général   | Classement général |
|                    | Coureur            | Pays               | Équipe               | Temps              |
| ------------------ | ------------------ | ------------------ | -------------------- | ------------------ |
| 1er                | Bryan Coquard      | France             | Direct Énergie       | en 8 h 54 min 38 s |
| 2e                 | Thomas Boudat      | France             | Direct Énergie       | + 16 s             |
| 3e                 | Johan Le Bon       | France             | FDJ                  | + 17 s             |
| 4e                 | Cees Bol           | Pays-Bas           | Rabobank Development | + 23 s             |
| 5e                 | Julien Duval       | France             | Armée de Terre       | + 24 s             |
| modifier           |                    |                    |                      |                    |

### 3eétape
| Classement de l'étape | Classement de l'étape | Classement de l'étape | Classement de l'étape         | Classement de l'étape |
|                       | Coureur               | Pays                  | Équipe                        | Temps                 |
| --------------------- | --------------------- | --------------------- | ----------------------------- | --------------------- |
| 1er                   | Thomas Scully         | Nouvelle-Zélande      | Drapac                        | en 4 h 15 min 34 s    |
| 2e                    | Anthony Delaplace     | France                | Fortuneo-Vital Concept        | m.t                   |
| 3e                    | Aitor González Prieto | Espagne               | Euskadi Basque Country-Murias | m.t                   |
| 4e                    | Jonas Rickaert        | Belgique              | Topsport Vlaanderen-Baloise   | + 3 s                 |
| 5e                    | Marc Sarreau          | France                | FDJ                           | + 6 s                 |
| modifier              |                       |                       |                               |                       |

## Classements finals

### Classement général final
| Classement général final | Classement général final | Classement général final | Classement général final | Classement général final |
|                          | Coureur                  | Pays                     | Équipe                   | Temps                    |
| ------------------------ | ------------------------ | ------------------------ | ------------------------ | ------------------------ |
| 1er                      | Bryan Coquard            | France                   | Direct Énergie           | en 13 h 10 min 18 s      |
| 2e                       | Anthony Delaplace        | France                   | Fortuneo-Vital Concept   | + 15 s                   |
| 3e                       | Thomas Boudat            | France                   | Direct Énergie           | + 16 s                   |
| 4e                       | Johan Le Bon             | France                   | FDJ                      | + 17 s                   |
| 5e                       | José Gonçalves           | Espagne                  | Caja Rural-Seguros RGA   | + 22 s                   |
| 6e                       | Gert Jõeäär              | Estonie                  | Cofidis                  | + 23 s                   |
| 7e                       | Julien Duval             | France                   | Armée de Terre           | + 23 s                   |
| 8e                       | Cees Bol                 | Pays-Bas                 | Rabobank Development     | + 23 s                   |
| 9e                       | Mads Würtz Schmidt       | Danemark                 | Trefor                   | + 24 s                   |
| 10e                      | Daniel McLay             | Royaume-Uni              | Fortuneo-Vital Concept   | + 25 s                   |
| modifier                 |                          |                          |                          |                          |

### Classements annexes
| Classement par points | Classement par points | Classement par points | Classement par points       | Classement par points |
| --------------------- | --------------------- | --------------------- | --------------------------- | --------------------- |
|                       | Coureur               | Pays                  | Équipe                      | Point(s)              |
| 1er                   | Bryan Coquard         | France                | Direct Énergie              | 54 points             |
| 2e                    | Thomas Scully         | Nouvelle-Zélande      | Drapac                      | 32 pts                |
| 3e                    | Davide Vigano         | Italie                | Androni Giocattoli-Sidermec | 32 pts                |
| modifier              |                       |                       |                             |                       |

| Classement de la montagne | Classement de la montagne | Classement de la montagne | Classement de la montagne | Classement de la montagne |
| ------------------------- | ------------------------- | ------------------------- | ------------------------- | ------------------------- |
|                           | Coureur                   | Pays                      | Équipe                    | Point(s)                  |
| 1er                       | Joris Nieuwenhuis         | Pays-Bas                  | Rabobank Development      | 36 points                 |
| 2e                        | Yann Guyot                | France                    | Armée de Terre            | 28 pts                    |
| 3e                        | Kasper Asgreen            | Danemark                  | Trefor                    | 24 pts                    |
| modifier                  |                           |                           |                           |                           |

| Classement des points chauds | Classement des points chauds | Classement des points chauds | Classement des points chauds | Classement des points chauds |
| ---------------------------- | ---------------------------- | ---------------------------- | ---------------------------- | ---------------------------- |
|                              | Coureur                      | Pays                         | Équipe                       | Point(s)                     |
| 1er                          | Roman Kustadinchev           | Russie                       | Gazprom-RusVelo              | 18 points                    |
| 2e                           | Kasper Asgreen               | Danemark                     | Trefor                       | 14 pts                       |
| 3e                           | Yann Guyot                   | France                       | Armée de Terre               | 8 pts                        |
| modifier                     |                              |                              |                              |                              |

| Classement du meilleur jeune | Classement du meilleur jeune | Classement du meilleur jeune | Classement du meilleur jeune | Classement du meilleur jeune |
|                              | Coureur                      | Pays                         | Équipe                       | Temps                        |
| ---------------------------- | ---------------------------- | ---------------------------- | ---------------------------- | ---------------------------- |
| 1er                          | Thomas Boudat                | France                       | Direct Énergie               | en 13 h 10 min 34 s          |
| 2e                           | Cees Bol                     | Pays-Bas                     | Rabobank Development         | + 7 s                        |
| 3e                           | Mads Würtz Schmidt           | Danemark                     | Trefor                       | + 8 s                        |
| modifier                     |                              |                              |                              |                              |

| \| Classement par équipes \| Classement par équipes \| Classement par équipes \| Classement par équipes \| \| \| Équipe \| Pays \| Temps \| \| ---------------------- \| ---------------------- \| ---------------------- \| ---------------------- \| \| 1re \| Direct Énergie \| France \| en 39 h 31 min 50 s \| \| 2e \| FDJ \| France \| + 15 s \| \| 3e \| Fortuneo-Vital Concept \| France \| + 16 s \| \| modifier \| \| \| \| |                        |        |                     |
| Classement par équipes |                        |        |                     |
| | Équipe                 | Pays   | Temps               |
| 1re | Direct Énergie         | France | en 39 h 31 min 50 s |
| 2e | FDJ                    | France | + 15 s              |
| 3e | Fortuneo-Vital Concept | France | + 16 s              |
| modifier |                        |        |                     |

### UCI Europe Tour
Ces Boucles de la Mayenne attribuentdes points pour l'UCI Europe Tour 2016, y compris aux coureurs faisant partie d'une équipe ayant un label WorldTeam. De plus la course donne le même nombre de points individuellement à tous les coureurs pour le Classement mondial UCI 2016.
| Position           | 1er | 2e | 3e | 4e | 5e | 6e | 7e | 8e | 9e | 10e | 11e | 12e | 13e à 15e | 16e à 25e |
| Classement général | 125 | 85 | 70 | 60 | 50 | 40 | 35 | 30 | 25 | 20  | 15  | 10  | 5         | 3         |
| Par étape          | 14  | 5  | 3  |    |    |    |    |    |    |     |     |     |           |           |
| Leader, par étape  | 3   |    |    |    |    |    |    |    |    |     |     |     |           |           |

## Évolution des classements
| Étape              | Vainqueur          | Classement général | Classement par points | Classement de la montagne | Classement des points chauds | Classement du meilleur jeune | Classement par équipes |
| ------------------ | ------------------ | ------------------ | --------------------- | ------------------------- | ---------------------------- | ---------------------------- | ---------------------- |
| P                  | Bryan Coquard      | Bryan Coquard      | Bryan Coquard         | Non décerné               | Non décerné                  | Thomas Boudat                | Direct Énergie         |
| 1                  | Francesco Chicchi  | Bryan Coquard      | Thomas Boudat         | Kasper Asgreen            | Roman Kustadinchev           | Thomas Boudat                | Direct Énergie         |
| 2                  | Bryan Coquard      | Bryan Coquard      | Bryan Coquard         | Joris Nieuwenhuis         | Roman Kustadinchev           | Thomas Boudat                | Direct Énergie         |
| 3                  | Thomas Scully      | Bryan Coquard      | Bryan Coquard         | Joris Nieuwenhuis         | Roman Kustadinchev           | Thomas Boudat                | Direct Énergie         |
| Classements finals | Classements finals | Bryan Coquard      | Bryan Coquard         | Joris Nieuwenhuis         | Roman Kustadinchev           | Thomas Boudat                | Direct Énergie         |

## Liste des participants
- Liste de départ complète